# Hermann von Widerhofer

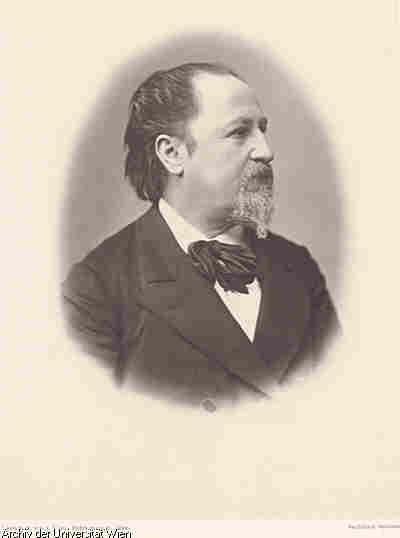
Hermann von Widerhofer

Hermann Widerhofer, ab 1898 Freiherr von Widerhofer (* 24. März 1832 in Weyer an der Enns; † 28. Juli 1901 in Ischl) war ein österreichischer Pädiater und erster ordentlicher Professor für Kinderheilkunde im deutschsprachigen Raum.

## Leben
Hermann von Widerhofer war der Sohn des letzten Wundbaders der Marktgemeinde Weyer an der Enns und studierte Medizin in Wien, war 1856 bis 1869 Sekundararzt in der Findelanstalt und trat 1859 als Assistent des Klinikchefs Franz Mayr ins St. Anna Kinderspital ein.
1862 habilitierte er sich für Kinderheilkunde und wurde 1863 – nach dem Tod Mayrs – zum Direktor des Spitals bestellt. 1865 wurde er zum außerordentlichen Professor und 1885 zum ersten ordentlichen Professor und Vorstand der Klinik für Kinderkrankheiten ernannt.
Widerhofer führte zusammen mit zwei anderen Ärzten am 31. Januar 1889 in der Wiener Hofburg die Obduktion des Kronprinzen Rudolf von Österreich-Ungarn durch.
Er erhielt 1889 den Orden der Eisernen Krone 1. Klasse und wurde 1898 in den Freiherrenstand erhoben. Hermann von Widerhofer starb am 28. Juli 1901 in Ischl. Er ist auf dem Hietzinger Friedhof bestattet. Im neunten Wiener Gemeindebezirk wurden ihm eine Gasse und ein Platz gewidmet.
Im Arkadenhof des Hauptgebäudes der Universität Wien wurde für Hermann von Widerhofer 1906/1907 ein vom Bildhauer Richard Kauffungen (1854–1942) gestaltetes Denkmal errichtet.

## Schaffen
Er war Leibarzt der Kinder des österreichischen Kaiserhauses und trug so dazu bei, dass die Kinderheilkunde rasch universitäre Anerkennung fand und die Wiener pädiatrische Schule eine führende Stellung im deutschen Sprachraum erlangte.
Besondere Verdienste erwarb er sich um die Behandlung der Diphtherie. Seine Abhandlung über Krankheiten des Magens und Darms wurde Grundlage für die weitere Entwicklung dieser Lehre.